# Charles Zwolsman (1955)
Charles Zwolsman (6 de agosto de 1955 – 21 de janeiro de 2011) foi um traficante de drogas holandês. Ele era pai do automobilista Charles Zwolsman.
Em 21 de janeiro de 2011, Zwolsman morreu inesperadamente na prisão de Nieuwegein, aos 55 anos. Nenhuma informação foi dada sobre a causa de sua morte. Ele foi enterrado em um túmulo da família em Durgerdam, em 28 de janeiro de 2011.